# Oise-Aisne American Cemetery and Memorial

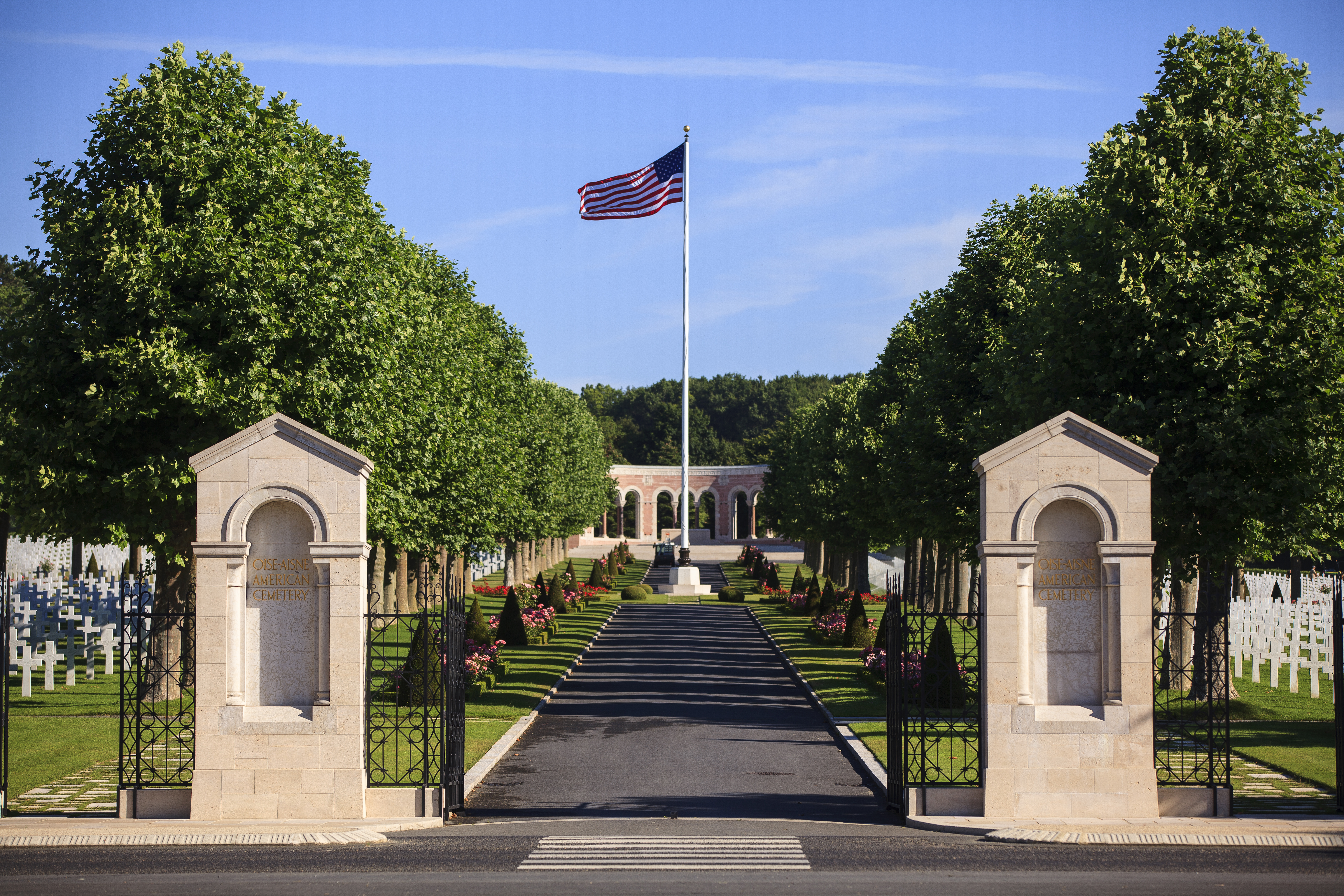
Eingang zum Oise-Aisne Cemetery

Der Oise-Aisne American Cemetery and Memorial ist ein US-amerikanischer Soldatenfriedhof im Norden Frankreichs, auf dem rund 6.000 US-amerikanische Soldaten begraben sind, die während der Kämpfe in dieser Gegend im Ersten Weltkrieg fielen. Rund 600 von ihnen konnten nicht identifiziert werden. Daneben gibt es ein Ehrenmal für 241 vermisste US-amerikanische Soldaten.
Auf dem Gelände befindet sich zudem ein separater Friedhof für 96 ehemalige Soldaten, die unehrenhaft entlassen und für Verbrechen während des Zweiten Weltkriegs hingerichtet wurden, die so genannte Parzelle „Plot E“. Er ist auf keiner Karte verzeichnet und nur mit Genehmigung zugänglich.

## Das Gelände

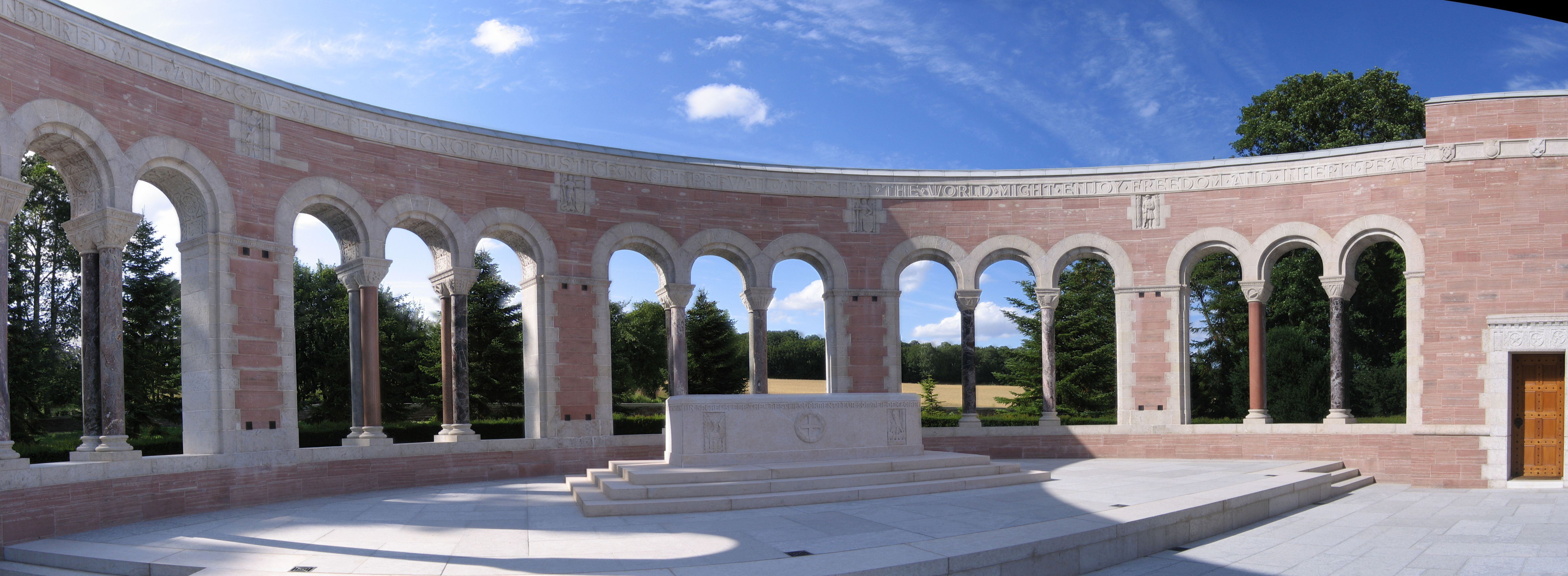
Das Ehrenmal

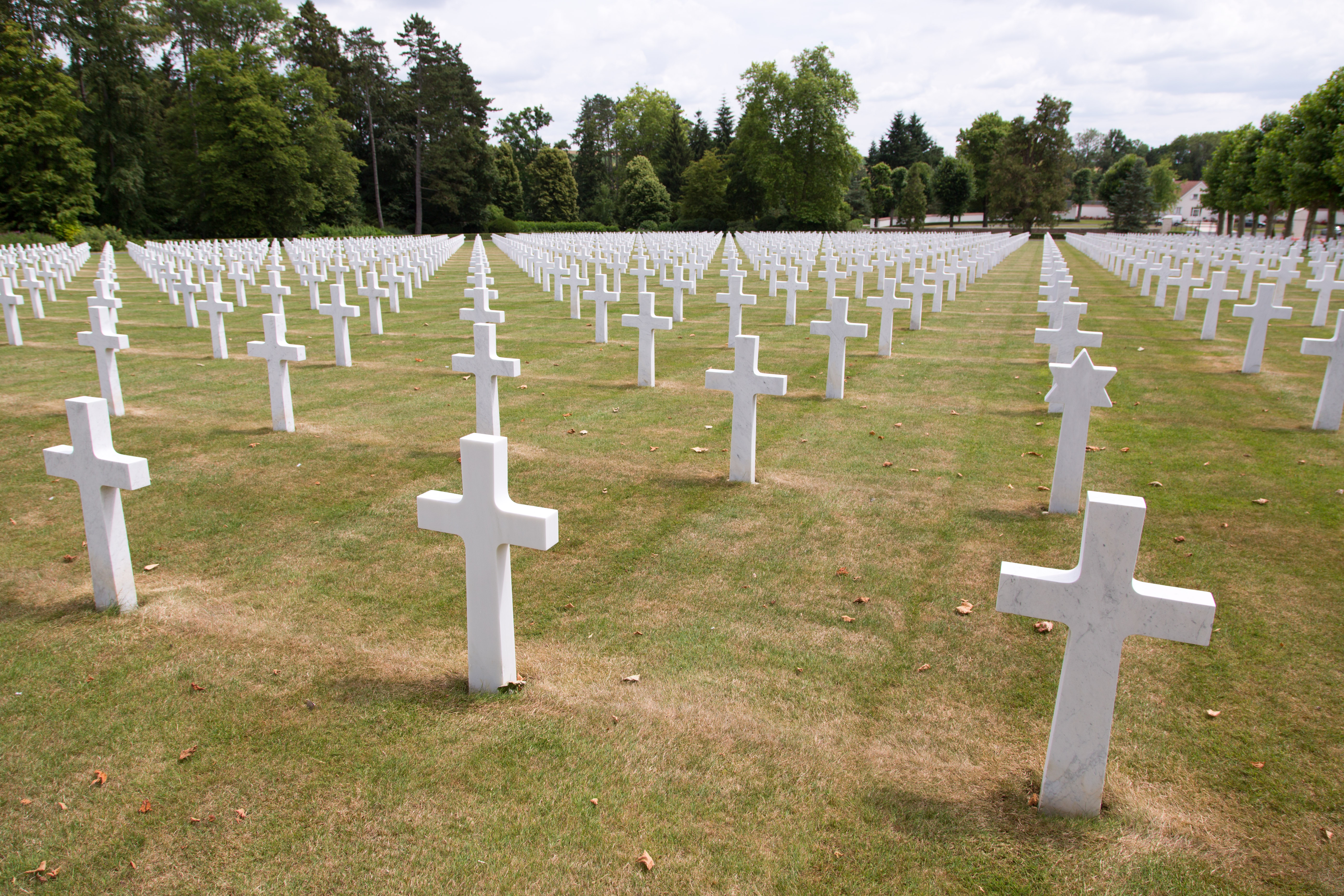
Blick auf das Gräberfeld

Der Soldatenfriedhof liegt in Seringes-et-Nesles im Département Aisne, etwa 100 Kilometer nordöstlich von Paris.
Das Gelände erstreckt sich über 14,7 Hektar und ist der zweitgrößte der acht US-amerikanischen Soldatenfriedhöfe des Ersten Weltkriegs außerhalb der USA. Er wurde am 2. August 1918 von der 42. US-Infanterie-Division als provisorischer Friedhof angelegt und 1921 vom Kongress als ständiger Friedhof bestätigt. Die französische Regierung stellte das Gelände kostenlos für die Nutzung als Soldatenfriedhof zur Verfügung. Die Denkmäler wurden von Cram and Ferguson Architects entworfen, der Landschaftsarchitekt war George Gibbs jr.
Der Friedhof ist in fünf Parzellen unterteilt, die mit den Buchstaben A bis E bezeichnet sind. Er wird von der American Battle Monuments Commission verwaltet.

## Friedhof und Gedenkstätte
Die Mehrzahl der rund 6.000 Soldaten und Hilfskräfte, die auf den Parzellen A bis D beigesetzt wurden, ist 1918 während der Zweiten Marneschlacht und der Oise-Aisne-Offensive (Teil der Hunderttageoffensive) gefallen. Auf dem Friedhof liegen auch US-amerikanische Soldaten, die auf provisorischen Friedhöfen begraben waren und hierher überführt wurden, nachdem ihre Familien um eine Beisetzung in Übersee gebeten hatten. 596 Gräber sind für unbekannte Soldaten.
An der Nordseite des Friedhofs befindet sich ein halbkreisförmiges Denkmal aus Marmor und Granit im romanischen Stil. Neben dem Denkmal befindet sich eine kleine Kapelle, an deren Wänden die Namen von 241 amerikanischen Soldaten eingraviert sind, die in dieser Gegend vermisst wurden.

## Plot E

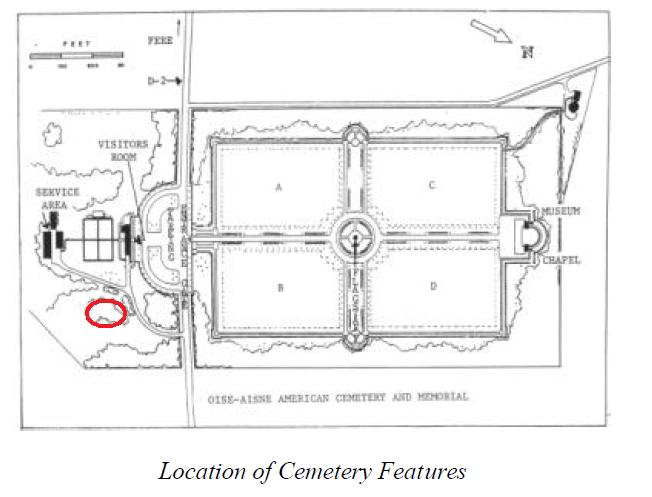
Lage von Plot E

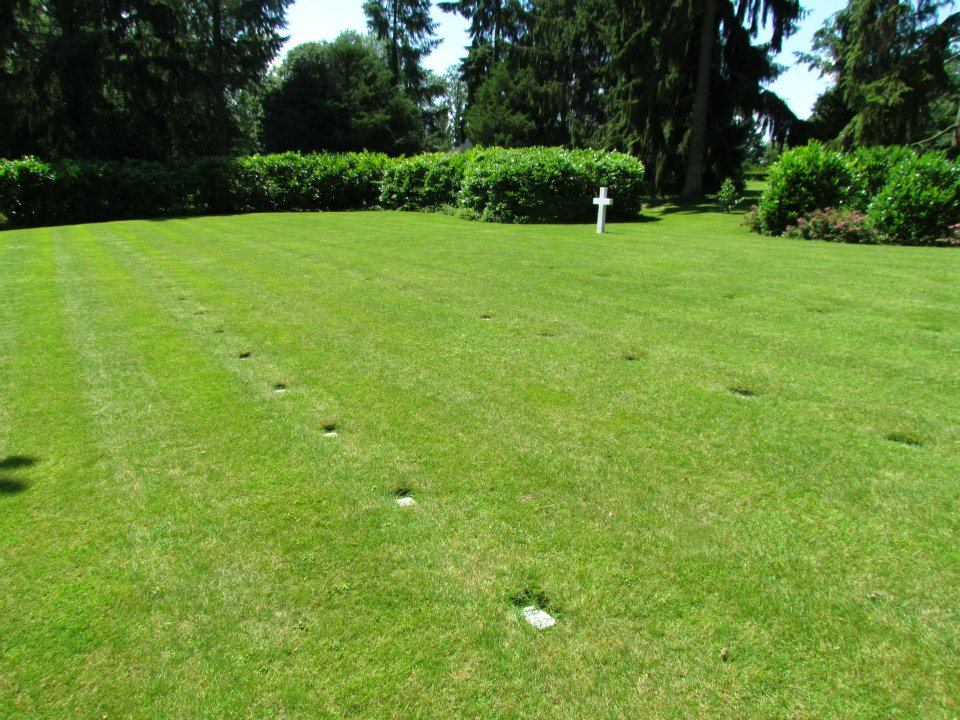
Blick auf Plot E

Südlich des rechteckig angelegten Friedhofs befindet sich die Parzelle Plot E mit den sterblichen Überresten unehrenhaft begrabener Toter, die von den US-Militärbehörden auch „Plot of Shame“ („Feld der Schande“) genannt wird.
Alle 96 amerikanischen Soldaten, die hier beigesetzt sind, wurden während des Zweiten Weltkriegs von einem Militärgericht der Vergewaltigung, des Mordes oder beider Verbrechen für schuldig befunden, zum Tode verurteilt und hingerichtet. Ihre Gräber tragen nur Zahlen, keine Namen, und über dem Feld darf keine amerikanische Flagge gehisst werden. Die Parzelle ist auf dem Plan des Friedhofs nicht verzeichnet und wird auf der Website des Friedhofs nicht erwähnt. Diese gesonderte Parzelle wurde 1948 eingerichtet und ist nur mit Genehmigung zugänglich.
Die Toten seien auf der Seite liegend begraben worden, damit sie den ehrenhaft Gefallenen auf der anderen Straßenseite den Rücken zukehren, so der britische Militärhistoriker Paul Johnson:
„Die Männer, die hier bestattet sind, sollen noch im Tod verachtet werden. Das setzt sich selbst unter der Erde fort.“
Ihre Namen und die Lage ihrer einzelnen Gräber waren über Jahrzehnte nicht bekannt, bis sie 2009 auf Antrag gemäß dem Freedom of Information Act eingesehen werden konnten.
Anhand der Listen der Gräber, in denen auch Herkunft oder Rasse vermerkt waren, wurde ersichtlich, dass mehr als zwei Drittel der hingerichteten Soldaten schwarz (in den Unterlagen als „negro“ bezeichnet), indigener oder hispanischer Herkunft waren, während etwa der Anteil an schwarzen Männern in der Army lediglich zehn Prozent betrug; weiße Soldaten kamen in der Regel für dieselben Delikte mit Haftstrafen davon. „Es ist offensichtlich, dass sich der in den US-Streitkräften vorherrschende Rassismus […] auf die Militärjustiz übertrug“, so Johnson.
In einigen Fällen wurden Männer zum Tode verurteilt, denen zuvor schon große psychische Probleme oder mindere Intelligenz attestiert worden waren, wie etwa der (weiße) 22-jährige William Harrison jr. Bei ihm wurden ein „psychopathischer Zustand“ und eine „unzureichende Persönlichkeitsentwicklung“ diagnostiziert und nach einem Suizidversuch die Diagnose bestätigt; trotzdem blieb er im aktiven Dienst. 1944 vergewaltigte und ermordete er nach mehreren Tagen intensiven Trinkens eine Siebenjährige.
Der Gefreite Eddie Slovik (1920–1945), der einzige US-amerikanische Soldat, der während des Zweiten Weltkriegs wegen Desertion hingerichtet wurde, war bis 1987 ebenfalls auf dieser Parzelle bestattet.
Unter den Toten befindet sich auch Louis Till, dessen Sohn Emmett 1955 im Alter von 14 Jahren aus rassistischen Gründen ermordet wurde. Der Vater wurde Anfang der 1940er Jahre wegen häuslicher Gewalt zu einer Freiheitsstrafe verurteilt und entschied sich anstelle des Gefängnisaufenthalts für den Dienst in der US Army. 1945 wurde er in Italien wegen Mordes und Vergewaltigung zum Tode verurteilt und im Juli des Jahres durch Erhängen hingerichtet; ob er der Tat schuldig war, ist umstritten. Im Rahmen des Prozesses gegen die vermeintlichen Mörder von Emmett Till wurden Informationen aus der (geheimen) Militärakte des Vaters von zwei US-Senatoren an die Presse weitergegeben, um das jugendliche Opfer charakterlich zu diskreditieren.